# 瞽女が峠
瞽女が峠（ごぜがとうげ、「瞽女ヶ峠」または「瞽女ケ峠」と表記するものもある）は、愛媛県の八幡浜市にある標高337mの峠。四国の西部、佐田岬半島の基部にある500メートル級の山々が連なっている山地の鞍部地点を通過する峠道。

## 位置・地形
八幡浜中心街から約15キロメートル。佐田岬半島の基部、山々の連なる稜線に位置し、宇和海側と瀬戸内海（伊予灘）とを分かつ難所。八幡浜側からは宇和海に注ぐ宮内川に沿って北方向に走り、山地に突き当たると山肌を縫うように屈曲した道路が続く。道路の両側には柑橘畑が広がるが、高くになるに連れて次第に山林へと変わってゆき峠に達する。瀬戸内側も同様で、瀬戸内海を眺めつつくねりながら喜木津集落へと駆け下る形。
なお、峠には、旧国道と林道との分岐点がある。林道側を進むと同様に森林と果樹園とが混淆するなか磯崎集落、国道378号へと降りる。現在は1998年度完成の国道378号 瞽女トンネル（長さ2,156メートル）やそれに続く喜木津トンネル（1993年度開通、長さ615メートル）が開通し、峠道を経る必要がなくなり、交通の便は飛躍的に改善されている。
八幡浜市街方面から山地への突き当り付近は平家谷と呼ばれ、平家の落人伝説が残る。

## 名称の由来
平家の落人が壇ノ浦の戦いの後、当地にたどり着いたが、源氏側の追っ手が来ないか見張るため瞽女に変装した番人を峠近くに置いたとの伝説に由来する。峠の南側山腹には「平家谷」の地名もあり、安徳天皇のものとされる陵や平家神社がある。また近隣には平家にちなむとされる「枇杷谷」（琵琶から転じたもの）、「両家」（やがて源氏側に知れることとなったものの、2名が逃れ生き延びたとの言い伝えによる）、「鼓尾」という名の集落がある。

## 観光
峠からの瀬戸内側の風景が美しいが、トンネル開通により峠道を通過する車両は著しく減った。
南側山腹の平家谷には公園がある。納涼スポットとして夏季にはそうめん流しなどが行われている。